# Tauleta de Plomin

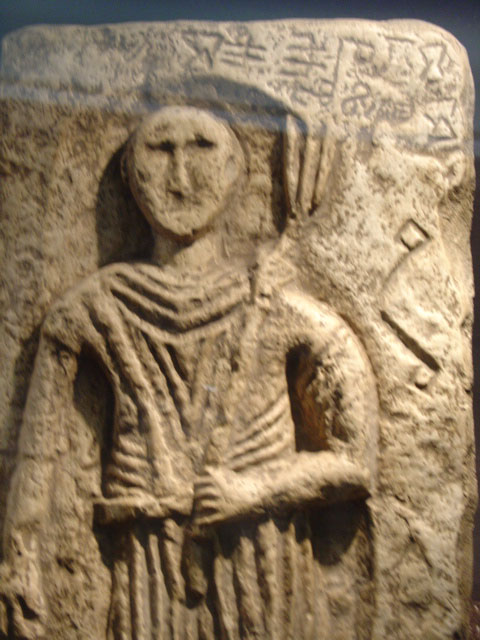
Tauleta Plomin,.

La Tauleta Plomin (Croat:Plominski natpis) és una inscripció Glagolítica que figura a la paret exterior de l'església de Sant Jordi de Plomin, Croàcia actual. S'atribueix el retrat de la figura del deïtat romana de la natura Silvà. Aquesta inscripció és testimoni del primer paral·lelisme de dos corrents culturals en el territori d'Istria: el símbol romànic és un relleu antic, i el símbol eslau és de l'alfabet glagolític. Es pot acordar que es tracta d'un dels elements mes significatius de l'art preromànic croata.

## Lectura del text
Sobre la figura masculina amb text glagolític de dues cares, s'inscriu a la dreta de la figura un altre símbol esculpit, el significat del qual no queda ben definit. La lectura del text és bastant senzilla: la primera línia diu EPIS de SE, i la segona línia ЪLЪS. El signe la funció del qual és qüestionada per Fučić ha estat inscrita amb solcs significativament més profunds i és quatre vegades més gran que la mida mitjana de les lletres glagolítiques. Per aquesta raó, es pot qüestionar si es tracta d'un element genuí, elaborat per la mà del mateix escultor i en el mateix moment que es va fer la resta del text glagolític. El text glagolític no s'hi pot discernir amb certesa.

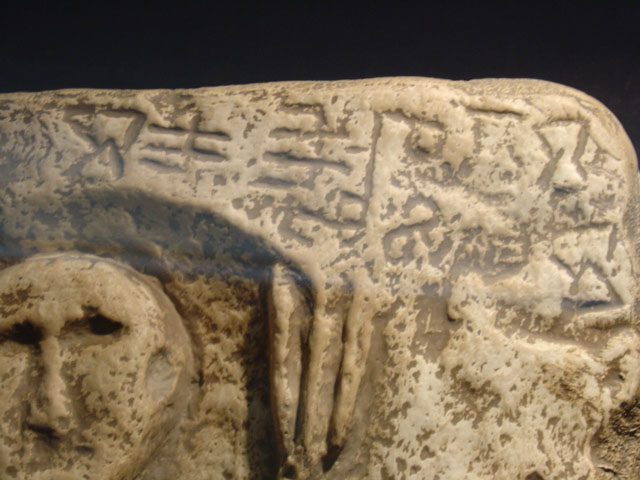
Inscripció glagolítica a la Tauleta Plomin.

Intentant llegir ambdues línies de manera contínua: SE E PISЪLЪ S.., i.e. això va ser escrit S..., la frase queda inacabada. Es desconeix si el text va ser escrit per algú, el nom del qual comença amb S, o algú que va escriure alguna cosa que comença amb S. Atès que en antic eslau, el verb pisati significa tant "escriure" com "pintar", és incert que aquest verb s'utilitzés per denotar també un treball escultòric i concordant. Es debat tant sobre si la inscripció de la tauleta de Plomin és una signatura de l'escultor o del text glagolític, com si els textos en galgolític es van escriure per un escriba a graffiti posteriorment.
La lectura del text introdueix algunes dificultats fonètiques i ortogràfiques addicionals: apareix una ortografia inusual per escriure el participi pisalъ, que s'escriu la posició del so /un/ un semivocal 'ъ' (per això pisъlъ en comptes de pisalъ). Fučić argumenta si és fonèticament possible que l'autor d'aquesta inscripció hagi equivocat el valor fonètic d'una semivocal amb el de la vocal completa /a/, p.e. que podria haver reemplaçat els signes per la semblança de la pronunciació.

## Anàlisi paleogràfica

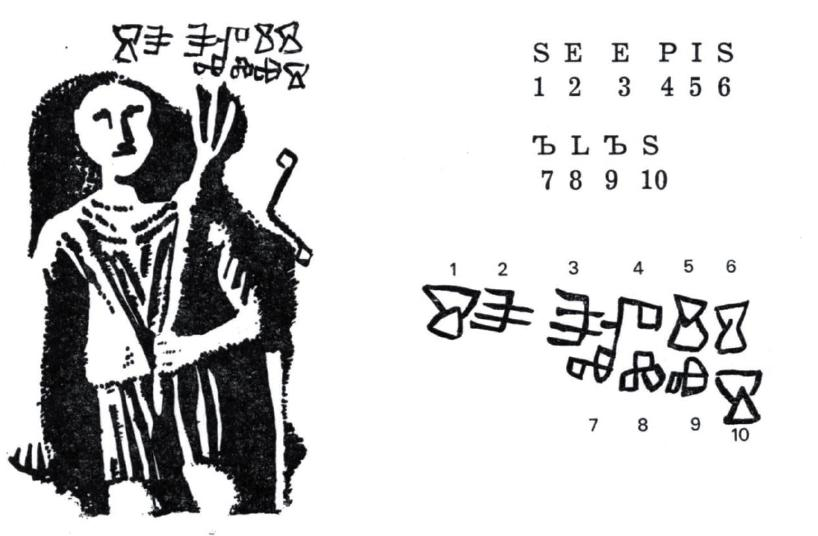
Reconstrucció textual de la Tauleta Plomin.

L'anàlisi paleogràfica general mostraria que la inscripció glagolítica arrodonida encara s'utilitzaria, a partir del desenvolupament del glagolitic angular, del qual dataria el monument abans del segle xii i XIII.
Una anàlisi d'individual dels grafemes també assenyalaria aquest esquema temporal: hi ha la lletra S (1, 6, 10) que encara conserva un element triangular inferior, i la carta I (5) quin encara conservaria un element superior triangular, és a dir, que no ha reduït la traça de l'escriptura, ductus, tal com es podria observar en els folis de Vienna, també coneguts com a Fragmenta Vindobonensia. També hi hauria un tipus més antic de lletra P (4) en el tauler lateral. El signe de semivocal (7, 9) a la tauleta de Plomin no és trobada en els monuments glagolitics, abans del segle xi o després del segle xiii. Finalment, hi ha una lletra estranya E (2, 3) que es produeix dues vegades en aquesta inscripció i en ambdós certificats es mostra el mateix tipus amb dues línies horitzontals que creuen fins a la vertical fins. Tenint en compte el desenvolupament paleogràfic d'aquesta lletra, es podria comprovar que la E apareix originalment amb dues línies horitzontals, que posteriorment es redueixen a una. Mes endavant es reduiria a un punt, que finalment seria suprimit. Amb la lletra E a la Tauleta Plomin, aquest desenvolupament de l'àrea glagolítica croata es pot connectar amb els monuments glagolítics preservats més antics com: Missal de Kiev, Fragments de Praga, i amb obres macedònies: Còdex Assemanius, Folis Orhid, Euchologium Sinaiticum.
Tots aquests trets indicarien la gran antiguitat de la Tauleta Plomin, que la podríem datar sobre el segle xi. Potser, a més, es podria fins i tot plantejar una datació inferior al segle x, que és un dels plantejaments que exposen alguns investigadors com Marija Čunić.

## El relleu
El relleu mostra una figura masculina sense barba, vestida de túnica curta amb els genolls, apretada als malucs. El vestit te les característiques de l'usat a l'antiga roma. Aquesta era la roba d'esclaus, obrers i camperols. L'enquadrament frontal del personatge, amb el braç esquerre inclinat al colze davant del cofre, amb algun tipus d'objecte, recorda la postura i el gest típic dels retrats masculins de les esteles de làpides tardanes romanes. Així doncs, faria la connexió de continuïtat o imitació del relleu primitiu amb l'art de la làpida tardana antiga de forma inequívoca. Encara que el nínxol al voltant de la figura s'ha inscrit de manera incerta i inconsistent, apunta a la impostació de la figura en el seu propi espai, típic de la plàstica dels monuments de les làpides romanes. La tendència naturalista general, també apunta a l'Antiguitat com a punt de partida, que es manifesta a través de la impotència de l'expressió de l'artista, especialment en els detalls: el tipus "afilat" de cap avall, i els rudiments de la closca de l'orella i els cabells poc marcats.

## Datació i interpretació
Si la inscripció glagolítica està datada al segle xi, aquesta data seria la referència per determinar la gènesi del relleu, és a dir, el límit superior. El límit inferior, en canvi, caldria situar-lo a l'antiguitat tardana. Entre aquesta àmplia gamma, des de l'Antiguitat tardana fins a principis del romànic, seria menys probable que aquesta obra hagués començat a existir entre el segle VIII fins a la primera meitat del segle xi. En aquest període les obres escultòriques usaven ornaments, un tipus de creació estilísticament marcat per una tradició que exclou conceptes naturalistes de la figura humana.

Seguint aquesta línia de pensament, Branko Fučić va publicar el 1953, sobre la Tauleta Plomin per primer cop, elaborant una teoria alternativa segons la qual el relleu:

... hauria de considerar-se com una obra provincial primitiva de l'Antiguitat tardana (ja sigui pagana o cristiana), o com una obra de principis del romànic, que després del període d'ornamentació de l'ombra. tornaria a introduir la figura humana en obres escultòriques. En qualsevol cas, les connexions del monument amb l'estil de l'antiguitat tardana estan fora de qualsevol dubte. Representarien un tradició antiga molt viva, o la imitació del gravador medieval d'alguna plantilla antiga.

Reflexionant sobre la interpretació alternativa de Fučić, l'acadèmic Ljubo Karaman ha expressat els seus arguments, decidint un origen medieval del relleu.
Seguint els arguments de Karaman i els seus propis estudis iconogràfics posteriors, Fučić ha expressat l0opinió que aquesta figura representa a Sant Jordi: un sant al qual es dedica l'església de Plomin. Aquesta conclusió va ser induïda per l'atribut de la figura de la tableta de Plomin a la mà. Fučić no va poder identificar l'objecte en el repertori disponible dels atributs plàstics romans que coincidien amb l'atribut de la figura de la tauleta de Plomin. No eren ni forca ni peix, sinó una branca de tres fulles, símbol de vegetació; que hauria d'haver estat una abreviació pel concepte vegetal.
La iconografia cristiana pot interpretar aquest atribut per una branca de la palmera. En una forma estilitzada i no naturalista, i la palma seria un símbol de màrtirs. Sant Jordi només en l'època de les Croades es va convertir en un cavaller idolatrat, matador de dracs. En la iconografia cristiana més antiga, no seria més que un missatger de la fe i un màrtir i, per tant, la palma màrtir seria suficient com un atribut adequat. Comparant la figura de la Tauleta Plomin amb les restes de fresc de la ruïnosa església de Sant Jordi, prop de Vrbnik, a l'illa de Krk, on aquest sant no es retrata amb un atribut vegetatiu, però amb dos (amb un a cada mà), Fučić va interpretar aquesta inusual i excepcional iconografia com la contaminació de la percepció de Sant Jordi el màrtir (amb un palmell a la mà) amb una percepció del poble croat "Verd Jordi" (croat: zeleni Juraj) que porta a la seva ma la verdor de la primavera.
En la seva recerca posterior, Fučić conclou que hi ha una segona via que trobi la solució mes apropiada. L'investigador descriurà el problema i possibles solucions de la manera següent:
1. Ni a l'orient ni a l'occident, no hi ha obres d'aquest estil sobre Sant Jordi abans del segle x.
2. Si l'escultor tenia pensat al segle xi, quan es data la inscripció glagolítica, mostrar Sant Jordi, no hi ha cap dubte que hauria esculpit l'atribut sagrat essencial, l'aurèola, que està absent d'aquest monument..
3. El relleu és, en conseqüència, més antic. Fučić argumenta per la seva cita inicial al període Antiguitat tardana.
4. Una altra interpretació es fa evident, on les figures de la Tableta de Plomin representen l'antic "Verd Jordi" o "Home Verd", un Silvà pagà amb un atribut vegetal a la mà, com es pot veure en una iconografia similar sobre un relleu antic d'Istria al museu Buzet.

La inscripció glagolítica és, per tant, secundària. Es graffiti. El fet que el relleu s'inclogués en una paret de l'església, estaria condicionat per una posterior reinterpretació popular, que a l'imaginari de Silvà va veure un retrat de Sant Jordi. Encara que, probablement estaria contaminat amb la concepció anterior de "Verd Jordi".